# Richard Barry Bernstein
Richard Barry Bernstein (1923 – 1990) là nhà hóa lý người Mỹ. Ông nổi tiếng chủ yếu về các công trình nghiên cứu động lực học hóa học (chemical kinetics) và động lực học phản ứng (reaction dynamics) bởi việc tán xạ chùm tia phân tử (molecular beam scattering) và các kỹ thuật laser. Ông được coi là người sáng lập ra hóa học femto, dẫn tới việc chuẩn bị nền tảng cho việc phát triển sinh học femto.

## Giải thưởng
- Huy chương Khoa học quốc gia (Mỹ) 1989
- Giải Willard Gibbs 1989.